# T-28
El T-28 soviético fue uno de los primeros tanques medios del mundo. El prototipo fue completado en 1931 y la producción empezó a finales de 1932. Era un tanque de apoyo a la infantería, ideado para atravesar líneas fortificadas. El T-28 fue diseñado para complementar al tanque pesado T-35, con el cual compartía varios componentes.
El modelo no tuvo mucho éxito en combate, pero jugó un importante papel como proyecto de desarrollo para los diseñadores soviéticos ya que en el T-28 se probaron una serie de nuevas ideas y soluciones que, posteriormente fueron incorporadas en futuros modelos.

## Diseño

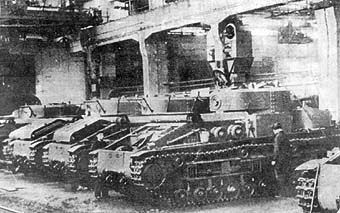
Producción del T-28.

El T-28 era muy similar al tanque británico Vickers A1E1 Independent. Este último tuvo una gran influencia en el diseño de tanques durante el periodo interbélico, aunque solamente se fabricó un prototipo en 1926. En 1930, la Fábrica Kirov de Leningrado a partir de un diseño del ingeniero jefe S.Ginsburg, inició la construcción de un tanque basado en el Independent que estuvo terminado en 1932 y pasó todas las pruebas con éxito en ese mismo año. El T-28 fue oficialmente aprobado el 11 de agosto de 1933; tenía una gran torreta armada con un cañón KT-28 de 76,2 mm y dos torretas más pequeñas con ametralladoras de 7,62 mm. Se produjeron un total de 503 unidades de T-28 durante los años 1933 a 1941.

## Descripción
Aunque el T-28 era ciertamente ineficaz hacia 1941, debe recordarse que cuando el Ejército Rojo puso en servicio los primeros T-28 en 1933, el ejército francés todavía estaba equipado con grandes cantidades del FT-17 y el Reichswehr no tenía tanques; durante varios años, ningún ejército tuvo un tanque medio producido en serie comparable al T-28.[cita requerida]
El T-28 tenía una serie de características avanzadas para la época, inclusive una radio (en todos los tanques) y afustes antiaéreos para ametralladoras. Antes de la Segunda Guerra Mundial, varios recibieron mejoras del blindaje, poniéndolos a la par con los primeros PzKpfw IV, a pesar de que su suspensión y diseño eran obsoletos.
El T-28 tenía defectos significativos. La suspensión de muelles helicoidales tenía un pobre desempeño, pero aún no se habían desarrollado varios de los mejores diseños de suspensiones empleados en los tanques de la Segunda Guerra Mundial.[cita requerida] El motor y la transmisión eran problemáticos aunque lo peor de todo era que el diseño no era flexible. Aunque el T-28 y el primer PzKpfw IV eran comparables en blindaje y poder de fuego, el diseño básico del PzKpfw IV le permitía ser mejorado sustancialmente mientras que el T-28 era una pobre base para posteriores desarrollos.
Cuando el T-28 entró en combate en 1939, este fue sobrepasado por la situación. En la década de 1930 se desarrollaron las primeras suspensiones de gran velocidad fiables, los primeros cañones antitanque y un gradual aumento del poder de fuego de los tanques. La guerra civil española demostró que unidades de infantería armadas con pequeños cañones antitanque remolcados podían derrotar a la mayoría de tanques contemporáneos, haciendo que los ligeramente blindados tanques de inicios de la década de 1930 fueran especialmente vulnerables.
A pesar de las grandes bajas, durante la Guerra de Invierno la 20.ª Brigada de Tanques del Ejército Rojo, equipada con tanques T-28, cumplió su misión de atravesar la Línea Mannerheim . Como tanque de apoyo, diseñado para apoyar a la infantería durante operaciones de avance, el T-28 en general tuvo éxito aun siendo un diseño de inicio de la década de 1930.[cita requerida]

## Historial de combate
El T-28 fue empleado durante la Invasión de Polonia y la Guerra de Invierno contra Finlandia. Durante las etapas iniciales de la Guerra de Invierno fue empleado en misiones de eliminación de búnkeres finlandeses. En el transcurso de estas operaciones, se descubrió que el blindaje era insuficiente y se iniciaron programas para mejorarlo. El blindaje frontal fue aumentado de 50 mm a 80 mm, mientras que los laterales y posteriores alcanzaron los 40 mm de espesor. Con esta versión de blindaje mejorado, el Ejército Rojo atravesó la Línea Mannerheim, la principal fortificación defensiva finlandesa.
Según el libro T-28. El monstruo de tres cabezas de Stalin, del historiador ruso M. Kolomietz, más de 200 T-28 fueron puestos fuera de combate durante la Guerra de Invierno. Pero solamente 20 de ellos fueron totalmente destruidos (incluyendo a 2 capturados por el Ejército finlandés). Debido a la cercanía de la Fábrica Kirov, todos los demás tanques puestos fuera de combate fueron reparados, algunos de ellos más de cinco veces.

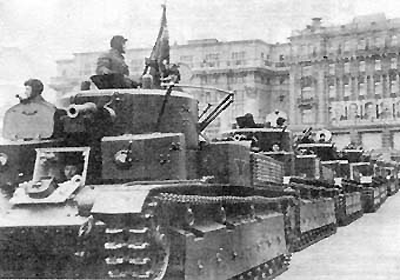
Tanques T-28, equipados con la antena en forma de pasamanos de la estación de radio 71-TK-1 alrededor de la torreta

Los finlandeses conocían al T-28 como Postivaunu ("vagón de correo" o diligencia), nombre que hacía alusión al descubrimiento de sacos de correo del Ejército Rojo dentro del primer T-28 destruido.[cita requerida] Otra explicación es que el alto perfil del tanque recordaba a las diligencias del oeste estadounidense.[cita requerida] Los finlandeses capturaron dos T-28 durante la Guerra de Invierno y cinco en la Guerra de Continuación, totalizando 7 vehículos.
Los soviéticos disponían de 411 T-28 cuando Alemania invadió la Unión Soviética en junio de 1941. La mayoría de los T-28 se perdieron durante los dos primeros meses de la invasión, muchos de ellos abandonados después de sufrir averías mecánicas. Algunos T-28 tomaron parte en el invierno de 1941 en la defensa de Leningrado y Moscú, pero a finales de 1941 muy pocos continuaron en servicio del Ejército Rojo; unos cuantos fueron capturados y empleados por fuerzas enemigas.
Hoy solamente quedan tres T-28, dos en Finlandia y uno en Moscú. Un T-28 restaurado está expuesto con camuflaje finlandés en el Museo de Tanques de Parola, Finlandia.

## Variantes
- T-28 Modelo 1934 o T-28A— Principal modelo de serie, con las mismas torretas de ametralladoras y torreta principal que el T-35, armada con el cañón Modelo 27/32 de 76,2 mm.
- T-28 Modelo 1938 o T-28B— Versión armada con el mejorado cañón de 76,2 mm L-10 (con una caña de 26 calibres en lugar de 16,5 calibres), sistema estabilizador del cañón mejorado y un motor Modelo M-17L mejorado.
- T-28E o T-28C — En 1940 se le agregó blindaje remachado debido al pobre desempeño en Finlandia. El blindaje frontal fue aumentado a 80 mm, su peso alcanzó 32 t y su velocidad bajó a 23 km/h.
- T-28 Modelo 1940 — El lote final de unos doce tanques, que tenían las mismas torretas cónicas de los últimos T-35.

### Modelos experimentales
Sobre el chasis del T-28 se probaron varios cañones autopropulsados, el tanque posapuentes IT-28 y un vehículo de ingenieros con rodillos barreminas, pero ninguno fue aprobado para su producción en serie. El T-29 fue un prototipo de tanque medio, un T-28 modernizado con suspensión Christie - una versión posterior de este vehículo fue considerada para participar en la competencia de prototipos que tuvo como resultado al T-34, pero para entonces ya estaba obsoleto (no debe confundirse con un proyecto de tanque de Grotte, llamado también T-29). El T-28 además sirvió como base para probar la suspensión del KV-1.

## Usuarios
- Unión Soviética
- Alemania nazi: Al menos capturó e hizo operativo un T-28 durante la Operación Barbarroja, con la denominación Panzerkampfwagen T-28 746(r).[6][7]
- España: Según algunas fuentes, un T-28 fue enviado como ayuda a la República durante la guerra civil española, pero se desconoce su historial de combate.[8]
- Finlandia: Capturó siete tanques T-28 durante la Guerra de Invierno y la Guerra de Continuación.
- Hungría: El Ejército húngaro empleó un T-28 capturado en el verano de 1941.[9]
- Turquía: Según una fuente, en 1935 dos T-28 fueron vendidos a Turquía junto a 60 T-26, 5 tanquetas T-27 y unos 60 automóviles blindados BA-6 para formar el 1.er Regimiento de Tanques de la 2.ª División de Caballería en Lüleburgaz.[10]